# 렌즈형 은하

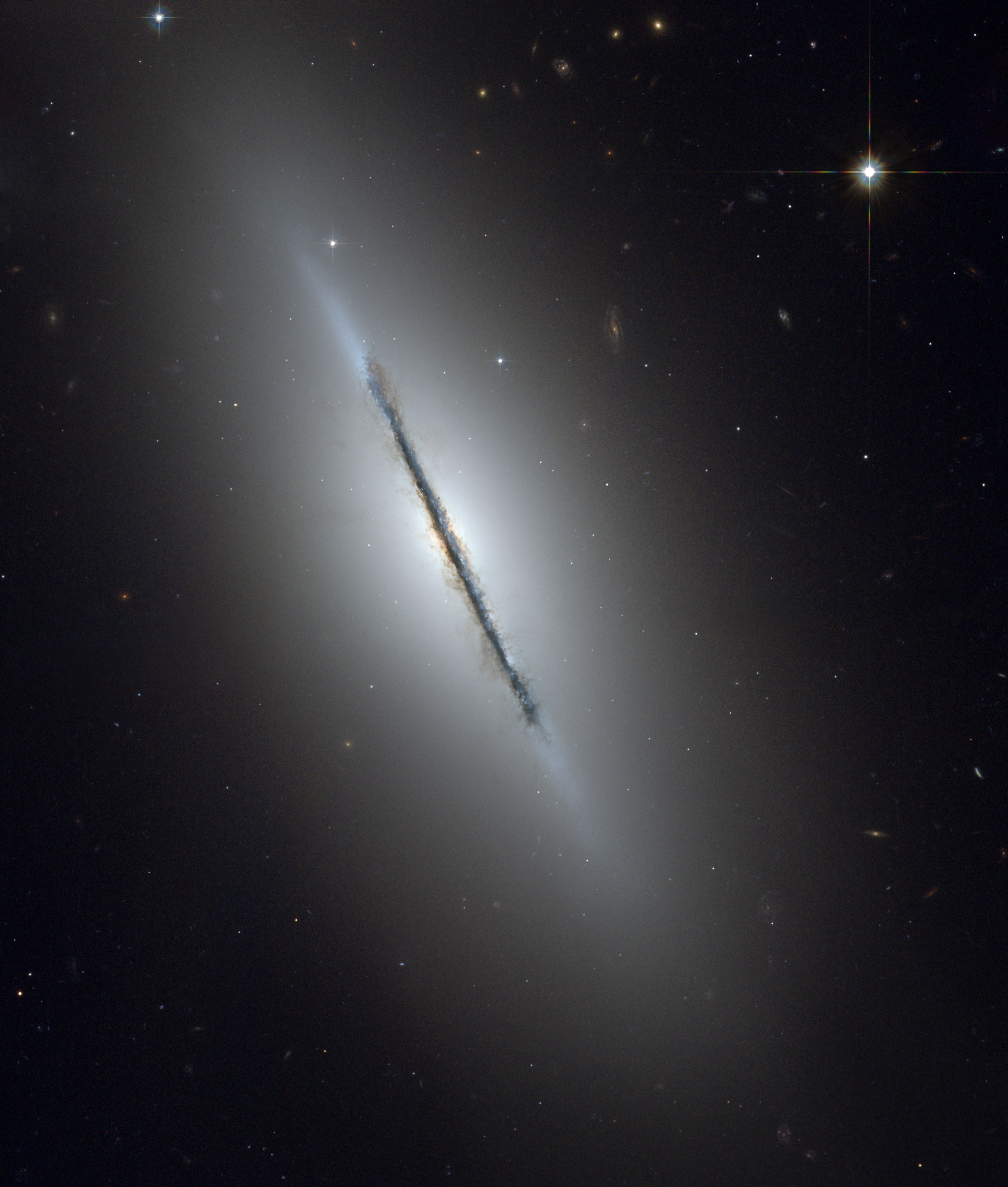
용자리의 렌즈형 은하, 방추 은하(NGC 5866). 이 사진은 렌즈형 은하가 상당히 많은 양의 먼지를 원반에 가지고 있다는 것을 보여준다. 가스가 매우 적거나 없기 때문에 성간 물질이 부족한 것으로 간주된다. 제공 : NASA/ESA

렌즈형 은하(영어: lenticular galaxy)는 은하의 형태 분류 체계에서 타원 은하와 나선 은하의 중간형 은하이다. 렌즈형 은하는 성간 물질을 모두 소진했거나 대부분 잃어 매우 적은 별의 형성이 일어나는 원반 은하이다. 그러나 이들은 원반에 상당한 먼지를 함유하고 있다. 결과적으로, 이들은 타원 은하와 같이 주로 늙은 별들로 구성되어 있다. 분명하지 않은 나선팔 때문에, 이들이 정면으로 경사져 있으면 보통 타원 은하와 구별하기 힘들다. 렌즈형 은하와 타원 은하는 형태적 차이에도 불구하고 스펙트럼 특징, 규모 관계, 모두 적어도 근방의 우주에서 소극적으로 진화하는 조기형 은하로 간주되는 점과 같은 특징을 공통적으로 갖는다.

## 형태 및 구조

### 분류

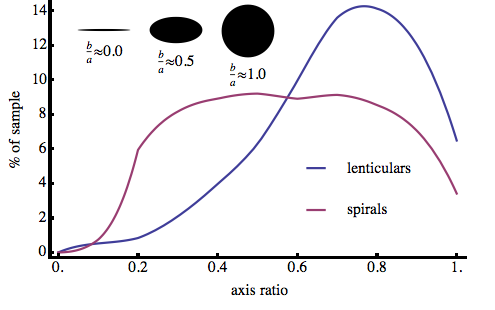
렌즈형 은하와 나선 은하의 표본에 대한 특정한 축비(단축/장축)를 가진 은하의 백분율. 그림은 명시된 단축(b) 대 장축(a)의 비에서 각 유형의 은하에 관한 윤곽의 시각적 표현이다. 데이터는 1998년 비니와 메리필드의 것을 기반했다.

렌즈형 은하는 가시적인 원반 뿐만 아니라 돌출된 팽대부를 가지고 있다는 점에서 특이하다. 이들은 일반적인 나선 은하보다 훨씬 큰 팽대부 대 원반의 비를 가지고 있고, 아직 중심의 막대가 보이는 만기형 은하의 표준형 나선팔 구조가 없다. 팽대부의 우세가 렌즈형 은하 표본의 축비(axis ratio, 관측된 원반 은하의 단축 및 장축 사이의 비율)분포에서 보여진다. 렌즈형 은하에 대한 분포는 0.25에서 0.85까지의 범위에서 꾸준히 증가하지만, 나선 은하에 대한 분포는 동일한 범위에서 거의 평탄하다. 큰 축비는 정면을 향하는 원반 은하의 관측 또는 거대구(spheroidal-dominated) 은하의 표본을 보유함으로써 설명될 수 있다. 두 원반 은하를 측면에서 본다고 상상해보라, 하나는 팽대부를 가지고 다른 하나는 팽대부가 없다. 축비의 정의에 근거해서, 돌출된 팽대부를 가진 은하는 팽대부가 없는 은하에 비해 가장자리에서의 축비가 더 크다. 따라서 돌출된 구(팽대부) 요소를 가지는 원반 은하의 표본은 더 큰 축비에서 많은 은하를 가지게 될 것이다. 렌즈형 은하 분포가 관측된 축비에 따라 증가한다는 사실은, 렌즈형 은하가 중심의 팽대부 요소에 의해 두드러지는 특징을 가진다는 것을 시사한다.
렌즈형 은하는 보통 나선 은하와 타원 은하 사이의 저조하게 이해된 전이 단계로 간주되는데, 그 때문에 허블 순차의 중간에 위치해 있다. 이는 렌즈형 은하가 두드러지는 원반 및 팽대부 요소를 모두 가지기 때문이다. 원반은 보통 특징이 없는데, 이것이 렌즈형 은하를 나선 은하와 동일한 분류 체계로 분류되지 못하는 이유이다. 팽대부는 보통 구형이기 때문에, 타원 은하로의 분류에도 적합하지 않다. 따라서 렌즈형 은하는 현재 먼지조성이나 중심 막대의 뚜렷함 둘 중 하나에 기반하여 하위유형으로 세분화 된다. 렌즈형 은하의 유형으로는 원반에서의 먼지조성에 근거하여 S01형, S02형, S03형과 중심 막대의 존재에 근거하여 SB01형, SB02형, SB03형이 있다.

### 서직 분해

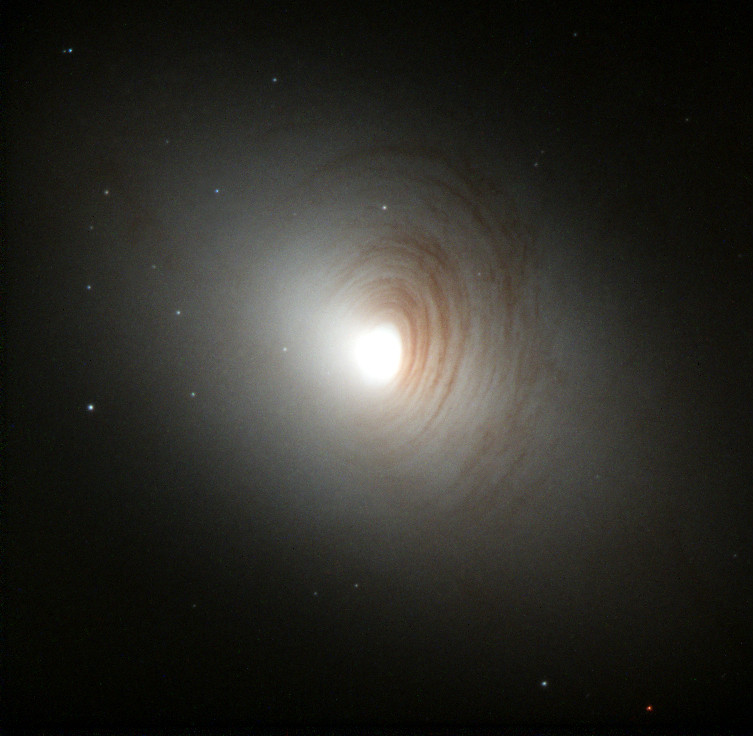
NGC 2787은 먼지의 흡수가 보이는 렌즈형 은하의 예이다. 이 은하는 S0형 은하로 분류되었지만, 나선 은하, 타원 은하, 렌즈형 은하 사이의 구분에 대한 어려움이 보인다. 제공:HST

타원 은하와 나선 은하는 어느정도 서직 윤곽을 잘 드러내는 경향을 가지고 있는데 비해, 렌즈형 은하의 표면밝기 윤곽은 수치화 하기 매우 힘들다. 렌즈형 은하의 원반은 보통 매우 평탄한 표면 밝기 분포(서직 지수 n ≈ 1)를 가지고 있는데, 특히 원반의 최 외곽 영역에서 그렇다. 또한, 보통 원반 은하에 대한 척도 반지름 ≈4에서 원반 은하의 표면 밝기 끊김이 관측된다. 이러한 특징은 나선 은하의 일반적인 구조와 일치한다. 그러나, 렌즈형 은하의 팽대부는 형태분류 방면에서 타원 은하와 더 밀접하게 관계되어 있다. 렌즈형 은하의 전체 구조를 지배하는 이 구형 영역은 원반보다 훨씬 가파른 표면밝기 윤곽(서식지수 n ≈ 4, 또는 드 보클레르 윤곽)을 가지고 있다. 팽대부가 은하 전체를 지배하는 경향이 있기 때문에 렌즈형 은하의 표본은 보통 전체 표면밝기 윤곽 방면에서 타원 은하의 분포와 구별될 수 없다. 그러나, 팽대부를 설명하는 서직지수 및 원반을 설명하는 서직지수처럼 표면밝기 윤곽을 설명하기 위해 여러개의 서직지수를 필요로 할 때, 이러한 은하는 보통 S0 형태 유형으로 분류된다. 이는 렌즈형 은하가 다른 형태 유형과 별개의 유형의 은하임을 의미한다.

### 막대
렌즈형 은하는 나선 은하처럼 중심의 막대구조를 가질 수 있다. 정상 렌즈형 은하에 대한 분류 체계가 먼지조성에 기반하는데 비해, 막대 렌즈형 은하는 중심 막대의 뚜렷함에 의해 분류된다. SB01형 은하는 매우 작은 막대구조를 가지며 중심 팽대부의 맞은편을 따라 약간 높은 표면밝기를 가지는 은하로써만 분류된다. 막대의 뚜렷함은 지수에 따라 증가하는데, 따라서 SB03형 은하에서는 팽대부와 원반 사이의 전이 영역에 뻗어있는 막대가 매우 뚜렷히 나타난다. 불행히도, 렌즈형 은하에서의 막대의 특징에 관해서 매우 자세히 연구된 적이 없다. 이러한 특징에 관한 이해는 막대의 형성 메커니즘에 관한 이해 뿐만 아니라 렌즈형 은하의 형성 및 진화 역사를 밝히는데도 도움을 줄 것이다.

### 조성
렌즈형 은하의 조성은 타원 은하의 조성과 많은 점에서 유사하다. 예를 들면, 두 은하 모두 대부분 늙고 붉은 별들로 구성되어 있다. 툴리-피셔 관계의 편차(아래 참고)에 따라, 구성 별들은 모두 약 10억 년보다 더 오래된 것으로 여겨지고 있다. 이러한 주요 구성 별들의 특징 외에, 동일한 질량 및 광도의 나선 은하 에서 보다 렌즈형 은하에서 구상 성단이 매우 자주 발견된다. 이들은 또 분자 가스가 매우 적거나 없고(따라서 별의 형성도 없다) 수소α선 또는 21cm선 방출도 상당히 없다. 마지막으로, 이들은 타원 은하와 달리 여전히 많은 먼지를 보유하고 있다.

## 운동 학

### 측량의 어려움 및 기술

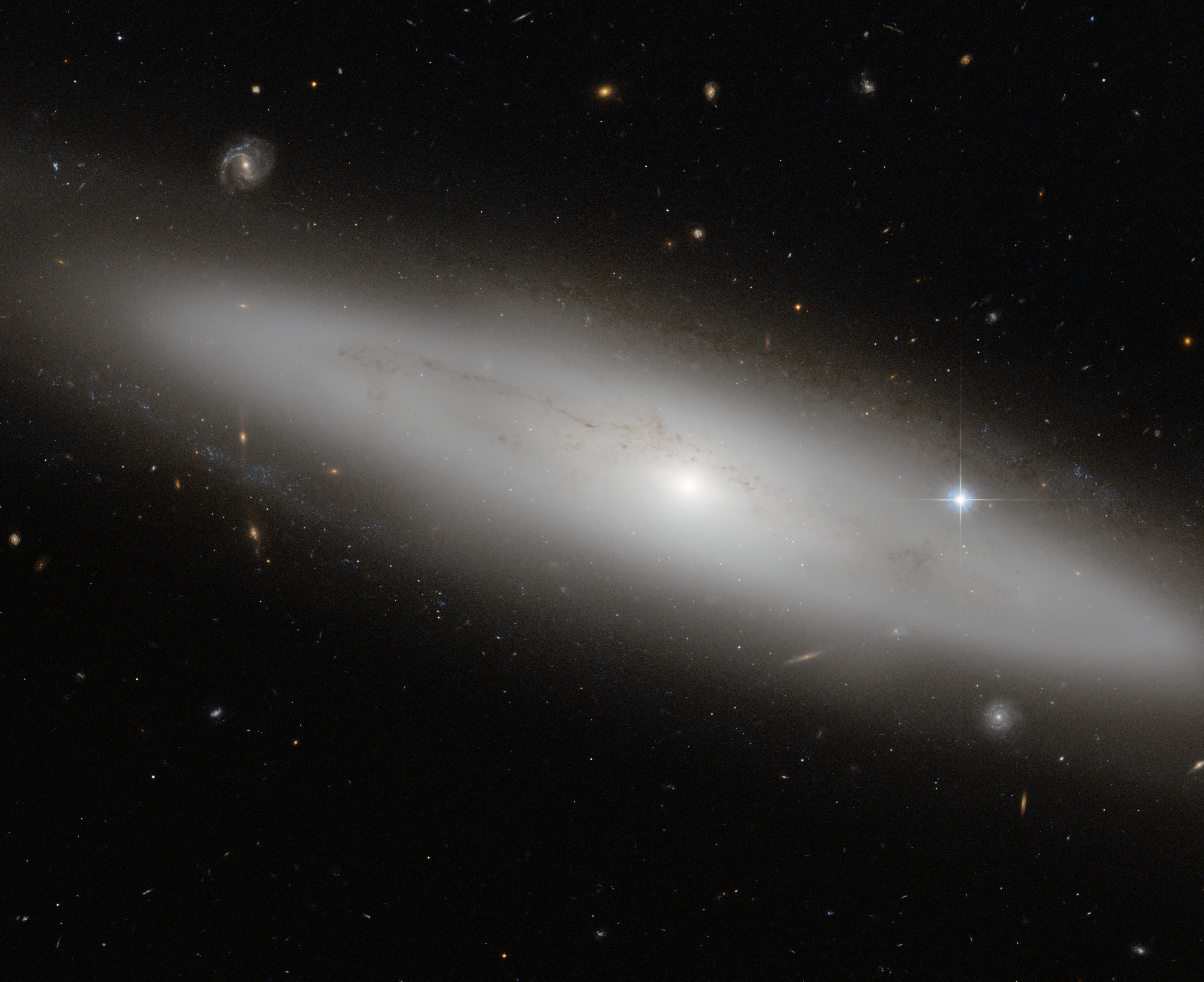
NGC 4866은 처녀자리 방향에 위치해 있는 렌즈형 은하이다.

렌즈형 은하는 나선 은하 및 타원 은하와 함께 운동학적 특징을 공유한다. 이는 렌즈형 은하의 거대한 팽대부와 원반의 특징 때문이다. 팽대부는 중심의 속도분산에 의해 압력이 가해진다는 점에서 타원 은하와 유사하다. 이 상황은 공기입자(팽대부의 경우, 구성 별)의 운동이 무작위 운동에 의해 주도되는 풍선에서와 비슷하다. 그러나, 렌즈형 은하의 운동학은 회전하는 원반에 의해 주도된다. 회전은 원반에서의 별들의 평균 원운동이 은하의 안정성의 원인으로 작용한다는 것을 의미한다. 나선 은하와 렌즈형 은하 사이의 차이점은 보통 이들의 경계선이 종종 특정한 팽대부 대 원반의 비율에 놓여있기 때문에 분석하기 간단하다는 점이다. 타원 은하와 렌즈형 은하 사이의 차이 규명은 보통 속도분산(σ), 회전속도(v), 이심률(ε)의 측정을 필요로 한다. 렌즈형 은하와 타원 은하를 구별하기 위해서는 보통 고정된 ε에 대한 v/σ 비를 살핀다. 예를 들어, 렌즈형 은하와 타원 은하 사이의 구별을 위한 대략적인 기준은 타원 은하가 ε = 0.3에 대해서 0.5 > v/σ를 가지고 있다는 점이다. 이 기준이 세워진 이유는 타원 은하가 원반구조를 가지지 않는 반면에 렌즈형 은하는 뚜렷한 팽대부와 원반을 가지고 있기 때문이다. 따라서 타원 은하에 비해 (원반 때문에)무시하지 못할 정도의 회전속도와 덜 뚜렷한 팽대부 때문에, 렌즈형 은하는 타원 은하보다 훨씬 큰 v/σ 비를 가지고 있다.
원반 은하의 운동학은 보통 Hα선 또는 21cm 방출선에 의해 측정된다. 그러한 선들은 렌즈형 은하에서는 보통 차가운 가스의 부족으로 인해 나타나지 않는다. 렌즈형 은하에 대한 운동 정보와 대략적인 질량 추정은 보통 방출선 측정보다 덜 신뢰적인 별의 흡수선으로부터 얻는다. 또한 렌즈형 은하에 대한 정밀한 회전속도를 얻기 위해서는 상당한 어려움이 뒤따른다. 이는 난해한 경사 측정, 팽대부-원반 접점 영역에서의 영상 효과, 실제 회전속도에 영향을 미치는 별의 무작위 운동과 같은 렌즈형 은하의 복합적인 효과에 의한 것이다. 이러한 효과는 렌즈형 은하의 운동측량을 정상원반 은하에 비해 훨씬 어렵게 만든다.

### 툴리-피셔 관계 편차

표는 나선 은하 표본(검은색) 및 렌즈형 은하 표본(파란색)에 관한 툴리-피셔 관계를 보여준다. 나선 은하에 대한 최적선이 렌즈형 은하에 대한 최적선과 얼마나 다른가를 볼 수 있다.

나선 은하와 렌즈형 은하 사이의 운동학적 관계는 나선 은하와 렌즈형 은하 표본에 대한 툴리-피셔 관계를 분석할 때 매우 뚜렷하게 나타난다. 진화한 나선 은하의 단계가 렌즈형 은하라면 렌즈형 은하는 나선 은하와 동일하지만 광도/절대등급 축에서 편차를 가진 툴리-피셔 관계를 가져야 한다. 이는 밝고 붉은 별이 렌즈형 은하의 항성분포에서 압도적으로 우세한 결과이다. 이 효과의 예가 옆의 표에서 보인다. 나선 은하 데이터에 대한 최적선이 뚜렷하게 보이며 렌즈형 은하도 동일한 기울기(따라서 동일한 툴리-피셔 관계)의 최적선을 가지는 것이 보이지만, ΔI ≈ 1.5 까지의 편차가 있다. 이는 렌즈형 은하가 한때 나선 은하였으나 지금은 늙고 붉은 별들이 가장 두드러지는 은하임을 의미한다.

## 형성 이론
렌즈형 은하의 형태와 운동은 각각 어느정도 은하의 형성 방식을 암시한다. 먼지투성이의 원반형 구조는 이들이 나선팔이 사라진, 퇴화된 나선 은하에서 비롯되었음을 시사한다. 대안은 렌즈형 은하가 나선 은하보다 훨씬 밝은 은하로서, 그저 퇴화된 나선 은하의 잔해이기 보다는, 총 항성질량이 증가하고 나선팔이 없어 보이는 원반형의 새로 병합된 은하를 만드는 은하병합의 결과라고 주장한다.

### 퇴화된 나선 은하
가스의 결핍, 먼지의 존재, 현재 별의 형성의 부족, 회전은 모두 별을 형성하기 위해 가스를 모두 소진한 나선 은하에서 예측되는 특징이다. 이 가능성은 가스 보유량이 부족한, 또는 "빈혈" 나선 은하를 통해 더 커진다. 은하의 나선무늬가 소멸된다면, 결과로 은하는 많은 렌즈형 은하와 동일하게 보일 것이다. 또한 무어 등은 근처의 다른 은하에 의한 중력적 효과인 조석학대가 밀한 영역에서 이 과정을 도울 수 있다고 뒷받침했다. 그러나, 이 이론의 가장 명확한 근거는 위에서 말했듯이 툴리-피셔 관계에서 위로 약간 이동한 채로 자리를 고수하고 있다는 것이다.
2012년에 발표된 논문은 캐나다의 천문학자 시드니 반 덴 버그에 의해 처음으로 발표된, 렌즈형 은하와 왜소구형은하(S0a-S0b-S0c-dSph)에 대한 새로운 분류 체계를 주장했다. 이는 나선 은하와 불규칙은하(Sa-Sb-Sc-Im)에 대해 평행한 허블 순차로, 나선 은하-불규칙은하 순차와 얼마나 유사한지 보여주는 이러한 생각을 보강한다.

### 병합
버스테인과 샌디지의 분석은 렌즈형 은하가 일반적으로 다른 나선형 은하보다 훨씬 큰 표면밝기를 가지고 있다는 것을 보여준다. 또한 렌즈형 은하는 나선 은하보다 큰 팽대부 대 원반 비를 내보이는데, 이는 단순하게 나선 은하가 늙었다는 것과는 상반되는 것으로 여겨지고 있다. S0형 은하가 다른 나선 은하들의 병합으로 형성되었다면, 이들의 관측과 잘 들어맞고 또 증가한 구상성단의 빈도를 설명할 수도 있다. 그러나 일반적인 서직 윤곽 및 막대를 모두 포함하여 설명할 수 있는 중심 팽대부에 관한 정밀한 모형이, 팽대부의 크기가 작음을 보여주면서 모순을 줄일 수 있어야 한다. 또한 병합된 은하가 우리가 오늘날 보는 은하들과 약간 다르다는 가정이 없다면, 병합으로 툴리-피셔 관계의 편차에 관해 설명하는 것은 불가능하다.

## 렌즈형 은하의 예시

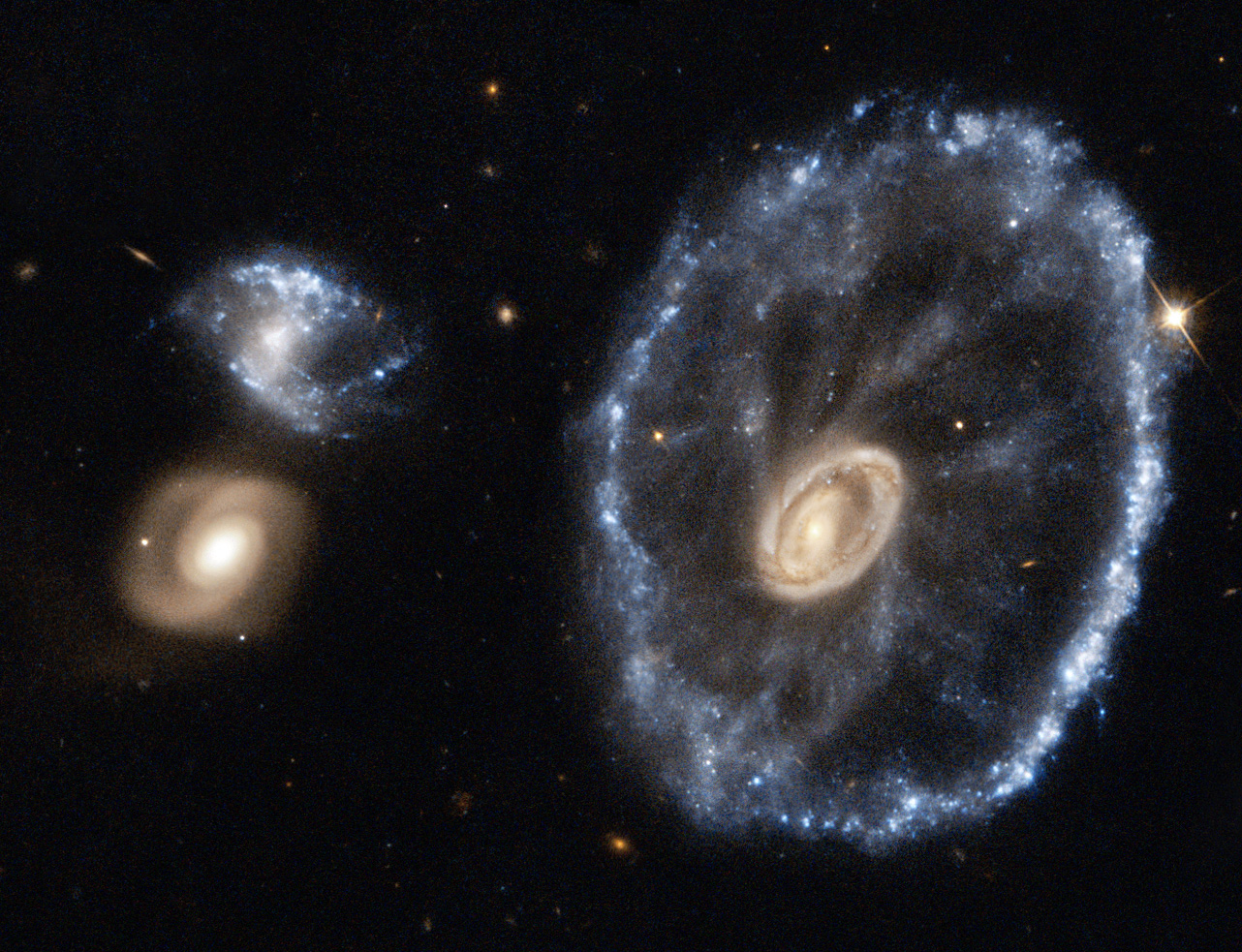
수레바퀴 은하

- 수레바퀴 은하, 조각가자리 방향으로 약 5억 광년 떨어진 렌즈형 은하이다.
- LEDA 83677
- LEDA 74886
- NGC 2787, 막대렌즈형 은하